# Walter Libuda

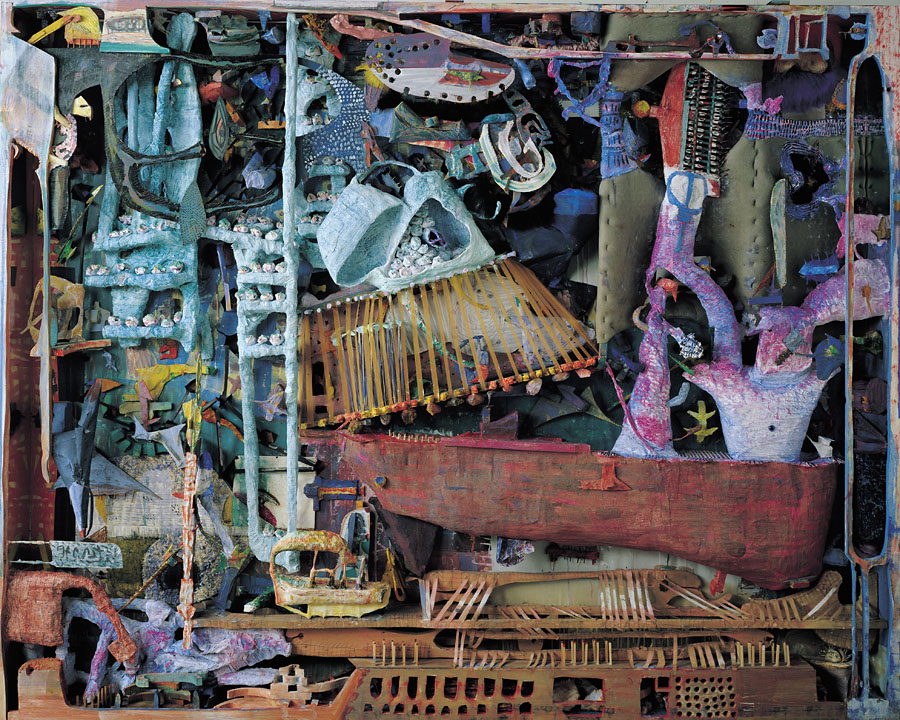
Schatten-Wand, 1998, Objektkasten, 200 x 250 x 20 cm

Walter Libuda (* 24. Juni 1950 in Zechau-Leesen; † 6. Juli 2021 in Berlin) war ein deutscher Maler, Zeichner, Plastiker und Objektkünstler.

## Leben und Werk
Libuda absolvierte von 1965 bis 1968 eine Lehre als Maler und Lackierer und arbeitete dann bis 1971 als Theatermaler am Landestheater Altenburg. Von 1973 bis 1978 studierte er bei Hans Mayer-Foreyt, Harri Blume, Dietrich Burger, Gerhard Kurt Müller und Arno Rink an der Hochschule für Grafik und Buchkunst Leipzig (HGBK). Von 1978 bis 1979 war er dort Meisterschüler bei Bernhard Heisig. Von 1979/1980 war er Assistent im Grundstudium an der HGBK. Danach arbeitete er als freischaffender Maler in Leipzig. Von 1982 bis 1985 war er wieder Assistent und dann Dozent an der HGBK. 1985 zog er nach Berlin und 2004 nach Schildow und arbeitete als freischaffender Künstler. Libuda hatte schon in der Zeit der DDR seit 1979 eine große Zahl von Einzelausstellungen und Ausstellungsbeteiligungen, u. a. 1982/1983 und 1987/1988 an der IX. und X. Kunstausstellung der DDR in Dresden.

## Mitgliedschaften
- bis 1990 Verband Bildender Künstler der DDR
- ab 1991 Neue Gruppe
- ab 1992 Deutscher Künstlerbund
- ab 1998 Ordentliches Mitglied der Klasse Bildende Kunst der Sächsischen Akademie der Künste, ab 2014 als stellvertretender Sekretär der Klasse

## Ehrungen
- 1999: Fred-Thieler-Preis
- 2000: Gerhard-Altenbourg-Preis

## Werke
Neben Zeichnung und Malerei entstanden seit den 1980er Jahren auch plastische Arbeiten als Bildkästen, farbige Keramiken und Bronzen.

### Werkgruppen (Auswahl)
| - 1978–1979 Kreuztragung - 1979–1985 Dicker Mann - 1980–1989 Krankes Jahr - 1980–1990 Die Werbung - 1980–1991 Der Garten - 1981–1984 Kind mit totem Tier - 1981–1987 Ohr - 1981 Bett - 1981 Die Auswanderer - 1982 Die Bergung - 1984–1987 Wurstesser | - 1986–1987 Spaziergänger - 1987–1991 Weinender Mann - 1987–2009 Fischschlucker - 1987–2007 Horcher - 1988–2009 Schuh - 1989–1992 Tüten - 1992–1993 In den Gängen - 1992–2010 Zweilos - 1992–2000 Frau am Klavier | - 1993–1996 Die Spur - 1994–2000 Die Geborgenheit der erloschenen Öfen - 1997 Trophäe - 1997+2000 Surfer - 2002–2006 Lichtung - 2002–2007 Landvermesser - 2005–2009 Sieben Tage – Eine Woche - 2007 Goldjungs - 2007–2009 Die Große Schwester - 2008–2009 Die Gasse - 2008–2009 Zimmer für Fremde |

### Einzelausstellungen
- 2009: Oldenburg, Kulturspeicher Oldenburg im Stadtmuseum Oldenburg:  Platz für Rastlose
- 2008: Augsburg, Kunstverein im Holbeinhaus: Die Große Schwester
  - Salzgitter, Kunstverein, Museum Schloss Salder: Die Große Schwester
  - Halle, Forum für Zeitgenössische Keramik, Galerie im Volkspark: Die Große Schwester
- 2007: Berlin, Galerie Berlin:  Die Große Schwester (Katalog)
- 2006: Potsdam, Altes Rathaus, Potsdam Forum: Kontinente wandern
- 2003: Rostock, Kunsthalle: Landvermesser  (Katalog)
- 2001: Osnabrück, Kunsthalle Dominikanerkirche: Die Höhle füllt den Berg
  - Marburg, Kunstverein: Malerei  Zeichnung  Plastik  Objekt
- 2000: Altenburg, Lindenau-Museum: Die Höhle füllt den Berg.

Retrospektive. Folgen und Serien 1978–2000. Gerhard-Altenbourg-Preis 2000 (Katalog)
- 1999: Berlin, Berlinische Galerie im Lapidarium: Fred Thieler Preis für Malerei der Berlinischen Galerie
  - Bad Homburg, Sinclair-Haus der Altana AG: Land in Sicht. Werke 1979–1999 (Katalog)
  - Oldenburg, Augusteum des Landesmuseums für Kunst- und Kulturgeschichte: Kalt im Wald
- 1997: Reutlingen, Hans-Thoma-Gesellschaft-Kunstverein und Städtisches Kunstmuseum Spendhaus: Kalt im Wald (Katalog)
- 1995: Bielefeld, Kunstverein, Museum Waldhof: Das Auge des Apothekers (Katalog)
- 1994: Nürnberg, Institut für Moderne Kunst: Die Sorge der Lerchen
- 1993: Rosenheim, Kunstverein, Kunst-Mühle: In den Gängen
  - Berlin, Galerie Berlin:  Langer Arm-Mond  (Katalog)
- 1992: Berlin, Neue Nationalgalerie: Karawane (Katalog)
- 1990: Venedig, 44. Biennale di Venezia (Katalog)
- 1987: Altenburg, Lindenau-Museum (Katalog)
- 1985: Frankfurt (Oder): Museum Junge Kunst: Das Bett (Katalog)
- 1982: Paris, Galerie des pays de langue allemande

### Gruppenausstellungen
- 2010: Sehwege von Südost nach Nordost. Freiburg, i. Br., FRIAS (Katalog)
- 2009: 60/40/20. Kunst in Leipzig seit 1949. Leipzig, Museum der Bildenden Künste (Katalog)
  - 100 Jahre – 100 Bilder. Deutsche Malerei im  20. Jahrhundert. Oldenburg, Landesmuseum für Kunst- und Kulturgeschichte, Augusteum
  - Kunst in der DDR. Malerei und Skulptur aus der Neuen Nationalgalerie Berlin. Bad Mergentheim, Deutschordensmuseum
  - 20 Jahre Mauerfall – 20 Deutsche Maler. Saarbrücken, Johanneskirche (Katalog)
- 2008: Kopf oder Zahl. Leipziger Gesichter und Geschichte. Leipzig, Museum der Bildenden Künste (Katalog)
- 2007: Neue Nationalgalerie. Die Klassische Sammlung. Von Edvard Munch zu Barnett Newman. Berlin, Neue Nationalgalerie (Katalog)
  - Die aufregende Kunst des 20. Jahrhunderts. Berlin, Neue Nationalgalerie.
  - Aus der Sammlung der Berlinischen Galerie. Grafik im Licht. Berlin, Berlinische Galerie, Landesmuseum für Moderne Kunst, Photographie und Architektur
- 2006: Deutsche Bilder aus der Sammlung Ludwig. Oberhausen, Ludwig-Galerie (Katalog)
  - Neue Deutsche Malerei: Leipziger Kunst. Warschau, Xawery Dunikowski Museum; Poznań, Städtische Galerie Arsenal; Krokowa, Regionalmuseum, Kaschubisches Kulturzentrum; Koszalin, Baltische Kunstgalerie (Katalog)
- 2005: Arbeiten auf Papier aus der Sammlung des Museums Junge Kunst. Frankfurt (Oder), Museum Junge Kunst (Katalog)
- 2003: Kunst in der DDR. Eine Retrospektive der Nationalgalerie Berlin. Berlin, Neue Nationalgalerie (Katalog)
- 2002: Wahnzimmer. Kunst und Kultur der 80er Jahre in Deutschland. Leipzig, Museum der Bildenden Künste (Katalog)
- 2001: 14. Nationale der Zeichnung – Eine Bilanz. Augsburg, Zeughaus, Toskanische Säulenhalle (Katalog)
- 2001: Triennale der Kleinplastik, Vor-Sicht Rück-Sicht, Fellbach 2001
- 2000: Arte em Berlin no Século XX. A Coleccao da Berlinische Galerie. Porto, Museu Serralves
- 1999: 100 Jahre Kunst im Aufbruch. Die Sammlung der Berlinischen Galerie. Bonn, Kunst- und Ausstellungshalle der Bundesrepublik Deutschland; Grenoble, Musée de Grenoble; Valencia, IVAM Centro Julio Gonzàlez; Porto, Fundacao de Serralves (Katalog)
- 1997: Lust und Last. Leipziger Kunst seit 1954. Nürnberg, Germanisches Nationalmuseum und Leipzig, Museum der Bildenden Künste (Katalog)
- 1996: Kokoschka und Dresden. Dresden, Albertinum und Wien, Oberes Belvedere (Katalog)
  - 100 Zeichnungen ausgewählt aus der Graphischen Sammlung der Berlinischen Galerie. Berlin, Berlinische Galerie, Landesmuseum für Moderne Kunst, Photographie und Architektur (Katalog)
- 1995: Einblicke. Kunst aus den neuen Bundesländern. Arbeiten auf Papier 1960–1990. Berlin, ifa-Galerie (Katalog)
- 1993: The fifth International Contemporary Art Exhibition. Toyama, The Museum of Modern Art (Katalog)
- 1992: Echtzeit. Tysk Utakt. Positionen deutscher Kunst. Oslo, Museet for Samtidskunst
- 1991: Die Berlinische Galerie zu Gast in Dublin. The Hugh Lane Municipal Gallery of Modern Art, Charlemont House. (Katalog)
  - Kunst uden Graenser. Kopenhagen, Den Frie’s Udstillingsbygning (Katalog)
  - Ostentativ. Neue Akzente in der Sammlung der Berlinischen Galerie. Berlin, Berlinische Galerie im Martin-Gropius-Bau
- 1990: Ambiente Berlin. Venedig, 44. Biennale di Venezia, Zentralpavillon (Katalog)
  - Au Cœur de l’Europe. Toulouse, Réfectoire des Jacobins und Villeneuve d’Asq, Musée d’Art Moderne (Katalog)
  - Tradition – Innovation. Jüngere Künstler der DDR. Leverkusen, Museum Morsbroich und Hamburg, Kunsthalle (Katalog)
- 1989: Twelve Artists from the GDR. Cambridge, MA, Busch-Reisinger-Museum, Harvard University; Los Angeles, California, Frederick S. Wight Art Gallery, University of California; Ann Arbor, Michigan, University of  Michigan, Museum of Art; Albuquerque, New Mexico, The Albuquerque Museum (Katalog)
  - Zeitzeichen. Tokyo, Seibu Kunstmuseum; Nagano, Kunstmuseum Shinano; Kumamoto, Präfekturmuseum der Kunst; Hakodate, Kunstmuseum Hakodate; Kamakura, Museum für Moderne Kunst; Kobe, Hyogo Museum für Moderne Kunst; Sendai, Kunstmuseum Miyagi (Katalog)
- 1988: Zeitvergleich ’88. 13 Maler aus der DDR. Berlin, Neues Kunstquartier im TIP (Katalog)
  - Arte contemporàneo de la RDA. Obras de la Galeria Nacional de Berlin. Madrid, Centro Cultural de la Villa (Katalog)
- 1985: Tradisjon of fornyelse. Oslo, Henie-Onstad-Senter (Katalog)
- 1984: Tradition an Renewal. Oxford, The Museum of Modern Art; Coventry, Herbert Art Gallery; Sheffield, City of Sheffield Art Galleries; Newcastle-upon-Tyne, The Hatton Art Gallery; London, The Barbican Gallery (Katalog)
- 1983: Premio Internazionale per l’Incisione. Biella, Città degli Studi (Katalog)
- 1982: XII. Biennale de Paris. Paris, Musée d’Art Moderne (Katalog)
  - Zeitvergleich. Malerei und Grafik aus der DDR. Hamburg, Kunstverein; Stuttgart, Württembergischer Kunstverein; Düsseldorf, Städtische Kunsthalle; München, Städtische Galerie im Lenbachhaus; Nürnberg, Städtische Kunsthalle; Hannover, Kunstverein (Katalog)

### Öffentlichen Sammlungen mit Werken Libudas (mutmaßlich unvollständig)
| | |
| - Berlin, Kunstsammlung der Berliner Volksbank | |
| - Altenburg, Lindenau-Museum - Berlin, Neue Nationalgalerie - Berlin, Berlinische Galerie, Landesmuseum für Moderne Kunst, Photographie und Architektur - Berlin, Märkisches Museum - Budapest, Museum Ludwig - Cambridge, MA, Busch-Reisinger Museum, Harvard University, Art Museums - Cottbus, Brandenburgische Kunstsammlungen, Kunstmuseum Dieselkraftwerk - Dresden, Galerie Neue Meister - Frankfurt (Oder), Museum Junge Kunst - Hannover, Sprengel-Museum - Leipzig, Museum der Bildenden Künste - London The British Museum | - München, Bayerische Staatsgemäldesammlungen - Moskau, Puschkin-Museum - Neubrandenburg, Staatliche Kunstsammlungen - Oldenburg, Landesmuseum für Kunst- und Kulturgeschichte - Oslo, Museet for Samtidskunst - Peking, Chinesisches Nationalmuseum - Rostock, Staatliche Kunsthalle - Schwerin, Staatliche Museen, Schlösser und Gärten - Wien, Museum Moderner Kunst, Stiftung Ludwig |
| | |